# 上海公交795路
795路是上海市内的一条公交线路。2018年6月2日起配合商城路枢纽站启用缩线至商城路南泉北路；

## 路线基本资料

### 线路走向
- 上行：自永泰路公交枢纽站起经泰环路、品柿路、环林西路、三林路、杨高南路、龙阳路、东方路、潍坊路、潍坊西路、浦城路、世纪大道、南泉北路、商城路至商城路枢纽站止。
- 下行：自商城路枢纽站起经南泉北路、商城路、浦城路、浦电路、东方路、龙阳路、杨高南路、三林路、环林西路、东明路、永泰路至永泰路公交枢纽站止。

### 服务时间
- 永泰路东明路：06:00-21:30
- 商城路南泉北路：07:00-22:30

### 收费
全程单价RMB¥2，无人售票，线路实行公交换乘优惠。

### 停站
- 上行：永泰路东明路、环林西路春延路、环林西路永泰路、三林路环林西路、三林路东明路、杨高南路三林路、杨高南路华夏西路、杨高南路联民路、杨高南路板泉路、杨高南路南江苑、杨高南路成山路、杨高南路浦三路、杨高南路高科西路、杨高南路严杨路、东方路龙阳路、东方路浦建路、东方路蓝村路、潍坊路崂山路、潍坊路浦东南路、潍坊西路浦城路、浦城路张杨路、浦城路商城路、浦城路东昌路、世纪大道浦东南路、南泉北路世纪大道、商城路南泉北路
- 下行：商城路南泉北路、浦城路商城路、浦城路张杨路、浦城路浦电路、浦电路浦东南路、浦电路崂山路、东方路蓝村路、东方路浦建路、东方路龙阳路、杨高南路严杨路、杨高南路高科西路、杨高南路浦三路、杨高南路成山路、杨高南路南江苑、杨高南路板泉路、杨高南路联民路、杨高南路华夏西路、三林路杨高南路、三林路东明路、三林路环林西路、环林西路永泰路、环林西路春延路、永泰路东明路

### 轨道交通换乘
- █ 18号线：沈梅路站、繁荣路站、周浦站、康桥站
- █ 13号线：陈春路站、北蔡站
- █ 7号线：芳华路站
- █ 18号线、 █ 16号线、 █ 7号线、 █ 2号线、 █ 磁浮线：龙阳路站
- █ 6号线：源深体育中心站
- █ 4号线、 █ 12号线：大连路站
- █ 8号线、 █ 10号线：四平路站
- █ 8号线：曲阳路站
- █ 19号线：凉城路站

### 途径重要地点
- 龙阳路地铁站
- 世纪公园
- 和平公园
- 上海外国语大学虹口校区

## 事故
- 2006年7月5日，一辆795路公交车与一辆商场免费班车相撞，导致一名孕妇和两名老人受伤。[3]
- 2011年10月30日，一辆摩托车与一辆正在左转弯的795路公交车相撞，致摩托车后座女子受伤。[4]
- 2019年2月22日，一辆795路公交车轮胎突然飞出，导致一名3岁幼童不幸身亡。[5]